# Laura Estrada Mauro
Laura Estrada Mauro (San Lucas Ojitlán, Oaxaca; 24 de julio de 1974). Es una política mexicana de origen oaxaqueño, miembro del partido Partido Verde Ecologista de México y ha sido diputada local por el Partido político Movimiento de Regeneración Nacional y Presidenta de la Junta de Coordinación Política del Congreso de Oaxaca, primera persona en ocupar por dos ocasiones dicho cargo. Es Cirujana Dentista por la UNAM y Especialista en Ortodoncia por la Universidad del Ejército y Fuerza Aérea Mexicanos.